# The Wolf
The Wolf is een nummer van de Britse band Mumford & Sons uit 2015. Het is de tweede single van hun derde studioalbum Wilder Mind.
"The Wolf" ontstond toen de bandleden aan het jammen waren in de studio. Het nummer werd een kleine hit in Canada, Australië en een aantal Europese landen. Zo bereikte het de 56e positie in het Verenigd Koninkrijk, het thuisland van Mumford & Sons. In Nederland bereikte de plaat geen hitlijsten, terwijl in Vlaanderen een 4e positie in de Tipparade werd gehaald.